# 못 (밴드)
못(영어: Mot)은 대한민국의 록 밴드이다. 밴드 이름인 못은 연못을 뜻하며, 못의 로고는 연못 지(池)를 활용해 삼수변과 알파벳 Z를 합한 모양이다. 이이언과 지이로 구성된 남성 2인조 밴드였으나 지이가 탈퇴 후 이이언 1인체제가 되었다가, 3집 <재의 기술>에서 네 명의 연주자를 새로 영업하며 5인조가 되었다.

## 결성 및 활동
1996년부터 이이언이 밴드를 구상하며 원맨 프로젝트 형태로 작곡 활동을 하던 중 2001년 지이가 이이언이 인터넷에 낸 광고를 보고 밴드에 합류하여, 2004년 6월 비선형(Non-Linear)앨범으로 데뷔하였다. 원래 이이언은 1인 밴드 형식으로 작업해 왔으나 지이를 만나 보컬에 전념하고 작업을 분화하기 시작했다.
못은 데뷔 앨범 발매 후 곧 장윤현 감독의 2004년 영화 《썸》의 사운드트랙 작업에 참여했는데, 스코어 작곡과 연주를 맡아 조영욱 음악 감독과 함께 작업하였다. 이 외에 변영주 감독의 2004년 영화 《발레 교습소》에서도 사운드트랙 작업에 참여하였다.
이이언의 성대결절로 작업을 쉬던 중 지이가 탈퇴하였다. 그 이후로 못은 활동 없이 이이언의 솔로 활동만 이어갔다. 그리고 3집에서는 그동안 이이언의 솔로활동에서 세션을 맡은 네 명의 연주자를 새로 영업하였다. 2011년부터 이이언과 함께한 조남열과 유웅렬, 2013년부터 함께한 이하윤과 송인섭이 합류하며 못은 5인조 풀밴드 체제로 재정비되었다.

## 구성원
- 이이언 (eAeon, 본명: 이용현, 1975년 12월 19일 생) - 보컬, 작사, 작곡, 프로그래밍 담당
- 조남열 - 드럼
- 이하윤 - 키보드
- 송인섭 - 베이스
- 유웅렬 - 기타

### 이전 구성원
- 지이 (Z.EE) - 기타, 백 보컬, 각종 일렉트로닉 장비 담당

## 음반 목록

### 정규 앨범
| 년도 | 앨범        | 레이블        |
| ---- | ----------- | ------------- |
| 2004 | Non-Linear  | 유니버설 뮤직 |
| 2007 | 이상한 계절 | 소니 BMG      |
| 2016 | 재의 기술   | 소니 뮤직     |

### OST
| 년도 | 앨범       | 레이블          |
| ---- | ---------- | --------------- |
| 2004 | 썸 (Some)  | EMI Music Korea |
| 2004 | 발레교습소 | 유니버설 뮤직   |

### 컴필레이션
| 년도 | 앨범                           | 레이블           |
| ---- | ------------------------------ | ---------------- |
| 2006 | 아가미 - 새로 만든 민중의 노래 | CJ Music         |
| 2011 | 2011 들국화 리메이크           | Mirrorball Music |

## 방송
- 2016년, 문제적 남자 60회[1]

- 2013년, 유희열의 스케치북 200회 특집[2]

## 수상 이력
- 2005년, 제2회 한국대중음악상 올해의 신인
- 2008년, 제5회 한국대중음악상 올해의 최우수 모던록 (음반)